# Somerset (Wisconsin)
Somerset – miasto w Stanach Zjednoczonych, w stanie Wisconsin, w hrabstwie St. Croix.